# زوارک (قزوین)
زوارک روستایی از توابع معلم کلایه و به عنوان مرکز دهستان های الموت شرقی در استان قزوین کشور ایران است.
از محصولات این روستا میتوان به گردو ، گیلاس ، فندوق ، آلو ، زردآلو ، چاقاله بادام ، آلبالو و توت سیاه اشاره کرد.
همچنین این روستا به وسیله قرار گیری در کناره رودخانه و جاده و در دسترس بودن ویلا های اجاره ای در روستا تفرجگاهی مناسب برای مسافران و گردشگران محترم است.
بنا به آخرین بررسی ارشیا جمشیدی زوارکی وضعیت فعلی اینترنت در این روستا با توجه به فعالیت های اخیر شورای این روستا اینترنت 4G همراه اول در این روستا قابل استفاده است .

## امکانات محلی
| امکانات | دارد | ندارد | توضیحات                                      |
| ------- | ---- | ----- | -------------------------------------------- |
| اینترنت | آری  |       | به صورت 4G در اپراتور همراه اول در دسترس است |
| آب      | آری  |       | از استخر محلی تأمین می‌شود                    |
| برق     | آری  |       | از اداره برق استان قزوین تأمین می‌شود         |
| گاز     | آری  |       | از اداره گاز استان قزوین تأمین می‌شود         |
| مسجد    | آری  |       | مسجد در میان روستا ایجاد شده                 |

## جمعیت
این روستا در دهستان الموت پایین قرار دارد و براساس سرشماری مرکز آمار ایران در سال ۱۳۸۵، جمعیت آن ۱۷۶ نفر (۵۷خانوار) بوده‌است.

## مردم
اهالی زوارک از تات‌های اصیل هستند و به زبان باستانی تاتی سخن می‌رانند.